# Everlaunch
Everlaunch ist eine deutsche Alternative-Rock-Band aus Rotenburg (Wümme). Thorsten Finner (Gitarre, Gesang), Patrick Hoke (Gitarre, Gesang), Andreas Ott (Bass), Sönke Jäger (Schlagzeug) und Sebastian Schecker (Keyboard) bilden seit der Gründungszeit die feste Besetzung der Band.

## Geschichte

### Entstehung
Im September 1999 begegneten sich Patrick Hoke, Thorsten Finner und Andreas Ott beim Skaten. Bald beschlossen sie, eine Band zu gründen. Finner und Hoke schrieben Texte, Ott lieh sich einen Bass und per Demotape wurde auch der Schlagzeuger Sönke Jäger für die Idee begeistert. Ihren ersten Auftritt hatten sie im selben Jahr vor 500 Besuchern in Rotenburg. Bald darauf lernten die Bandmitglieder Sebastian Schecker kennen, der sie auf die Idee brachte, ein leer stehendes Anwesen zwischen Feldern und Wald zu mieten. Fortan probten sie in der „Butze“.  Seither spielt Everlaunch in derselben Besetzung.
In den folgenden Jahren gründeten die Bandmitglieder ihre eigene Booking-Agentur und nahmen 2002 in Eigenregie die LP [p.a.s.t.] auf. Dabei nahmen sie von Alternative bis Brit-Pop stilistisch alles nach eigenem Gefallen mit auf.  Drei Jahre später erschien ebenfalls im Alleingang „Plastic Affairs“. Musikalisch entwickelte sich die Band in Richtung Indie und Pop. Finner kümmerte sich dabei um sämtliche Artworks, Ott wurde zum Buchhalter, Hoke übernahm die PR-Arbeit, Schecker wurde Livetechniker und Jäger fuhr die Band in seinem VW-Bus von Gig zu Gig. Ihre Reise führte Everlaunch auch nach Polen, wo sie sich beim Rockowy Festival unter anderem mit den Beatsteaks Bühne und Applaus teilten. Bei einem Support-Gig für Eskobar gingen Everlaunch ohne Soundcheck direkt auf die Bühne, im Hannoveraner Club „Intensivstation“ befand sich ihr Backstage unter einem Freudenhaus und in Thannhausen spielten sie vor einer Hand voll Leute in einer riesigen Halle. Regelmäßig traten sie im „Padam“ in Riepe auf.

### 2005 bis 2010
Bei einem ihrer Auftritte entdeckte Veranstalter Folkert Koopmans die Band und so spielten Everlaunch 2006 auf dem Hurricane/Southside Festival. Anfang 2007 entstand  in den Hamburger Studios M.O.B, Karo und VOX mit Produzent Michael Hagel (Kettcar, Grönemeyer) die erste echte Platte „Suburban Grace“ mit Streichern, Synthies, und Keyboardklängen.  Zu Michael Hagel gesellte sich Timo Dorsch als Produzent der Band. Heiko Wessels (mightytunes) wurde Booker, Edition mightytunes/Budde Music Berlin zum Verlag und Folkert Koopmans (FKP Scorpio) lud die Band im Sommer 2009 erneut zum Hurricane Festival ein und schickte sie auch noch zum Southside, Area4  und dem Highfield-Festival. Im Februar desselben Jahres musste wegen einer Kehlkopfentzündung Liam Gallaghers das Düsseldorfer Oasis-Konzert verschoben werden, ein neuer Support wurde gesucht. Man sprach MCT und den Booker Christopher Brosch an und die Band wurde verpflichtet. Everlaunch trat am 4. Februar 2009 vor 9000 Zuschauern auf.

### Seit 2010
Das zweite Studioalbum erschien am 16. März 2012.

## Diskografie

### Alben
- [p.a.s.t.] (2002)
- Plastic Affairs (2005)
- Goodband Promo (2006)
- Suburban Grace (2009)
- Number One (2012)

### Videos
- Seesaw
- Run, Run, Run
- Picturefreak
- Speed of Light
- Hurricane
- Fray your senses (feat. Valentine Romanski)